# Masacrul de la Hula
Masacrul de la Hula a fost un atac care a avut loc la 25 mai 2012, în mijlocul Revoltei Siriene, în două sate controlate de opoziție din regiunea Hula din Siria, un grup de sate de la nord de Homs. Potrivit Organizației Națiunilor Unite (ONU), 108 persoane au fost ucise, din care 34 femei și 49 copii. În timp ce o mică parte a deceselor pare să fi rezultat din runde de artilerie și de tanc folosite împotriva satelor, ONU mai târziu a anunțat că cea mai mare parte a victimelor masacrului de la Hula a fost „executată sumar, în două incidente separate” și că milițiile pro-guvern cunoscute sub numele de Shabiha au fost cel mai probabil autor.

Guvernul Siriei a afirmat că grupurile teroriste Al-Qaeda au fost responsabile pentru asasinate, în timp ce rezidenții Hula și grupurile de opoziție, susțin că Armata Siriană și milițiile militare siriene angajate de guvern, cunoscute sub numele de Shabiha au fost autorii.